# Județul Bălți (interbelic)
Județul Bălți a fost o unitate administrativă de ordinul întâi din Regatul României, aflată în regiunea istorică Basarabia. Reședința județului era municipiul Bălți.

## Întindere

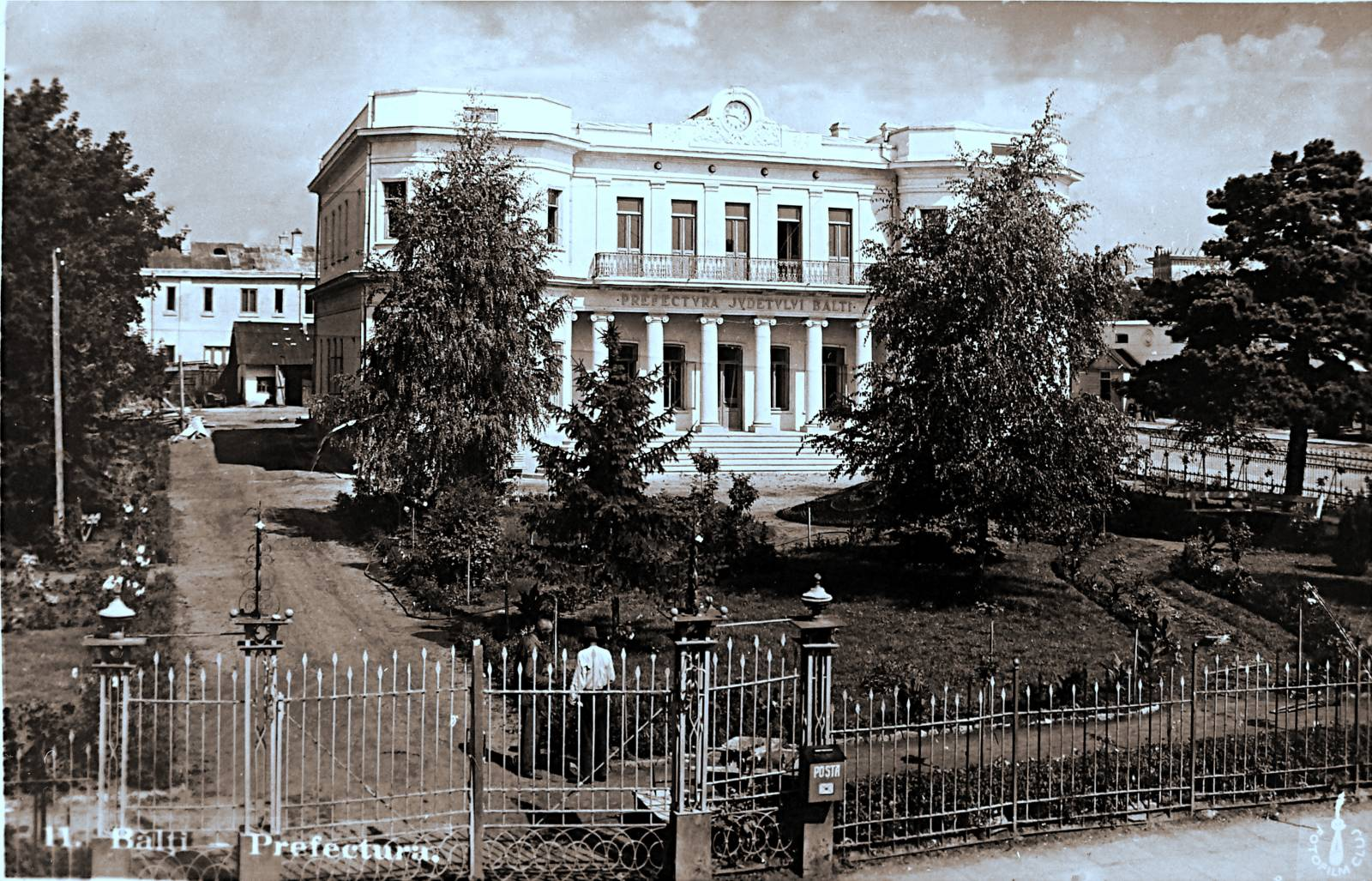
Sediul Prefecturii județului Bălți din perioada interbelică. Clădirea, cunoscută cu numele Casa Bodescu, a fost construită la începutul secolului al XX-lea, fiind extinsă în anii '30 prin adăugarea etajului

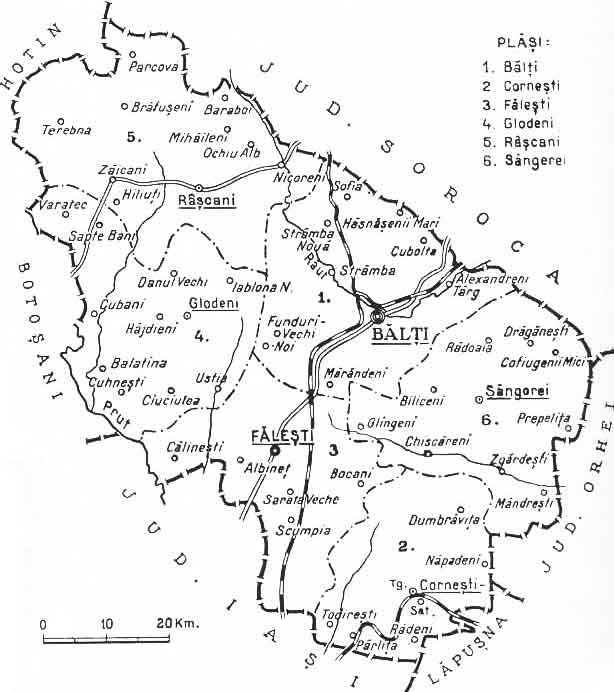
Harta județului, cu dispunerea și denumirea plășilor, în anul 1938.

Județul se afla în partea estică a României Mari, în nordul regiunii Basarabia. Teritoriul lui aparține actualmente Republicii Moldova, ocupând aproximativ teritoriul fostului județ Bălți, existent între anii 1998-2003. Se învecina la vest cu județele Iași și Botoșani, la nord cu județul Hotin, la est cu județele Soroca și Orhei, iar la sud cu județul Lăpușna.

## Organizare
Județul Bălți era împărțit inițial în 7 plăși (1925):
1. Plasa Chișcăreni
2. Plasa Cornești
3. Plasa Fălești
4. Plasa Glodeni
5. Plasa Pepeni
6. Plasa Râșcani
7. Plasa Slobozia-Bălți

Ulterior județul Bălți a fost reorganizat din punct de vedere administrativ și numărul plășilor s-a redus la 3:
1. Plasa Fălești
2. Plasa Râșcani
3. Plasa Slobozia Bălți

În 1938, numărul plășilor a crescut la șase, prin desființarea plășii Slobozia Bălți și reînființarea a patru plăși:
1. Plasa Bălți
2. Plasa Cornești
3. Plasa Fălești
4. Plasa Glodeni
5. Plasa Râșcani
6. Plasa Sângerei

La recensământul din toamna anului 1941, județul avea următoare organizare administrativ-teritorială:
1. Municipiul Bălți,
2. Plasa Bălți
3. Plasa Cornești
4. Plasa Fălești
5. Plasa Glodeni
6. Plasa Râșcani

## Stemă
După unirea din 1918, încă se utiliza vechea stemă, adoptată în 1826. Actul prin care s-au fixat stemele localităților din stânga râului Prut, publicat la 6 octombrie 1928, este precedat de unele explicații în legătură cu criteriul care a stat la baza stemei. Stema județului Bălți, județ constituit din suprafața fostului ținut Iași situat pe ambele ale Prutului, i s-a fixat următoarea compoziție: scut roșu, încărcat cu un cap de cal înfățișat de argint.

## Populație
Conform datelor recensământului din 1930 populația județului era de 386.721 de locuitori, dintre care 70,1% români, 12,0% ruși, 8,2% evrei, 7,6% ucraineni ș.a. Din punct de vedere confesional erau 89,3% ortodocși, 8,3% mozaici, 0,8% romano-catolici ș.a.
Datele recensământului din 1941 indică populația județului de 407.930 de locuitori, din care: 80,44% români, 14,38% ucraineni, 3,11 ruși, 0,78 polonezi, 0,72% evrei ș.a.

### Mediul urban
În anul 1930 populația urbană a județului era de 30.570 de locuitori, dintre care 46,5% evrei, 29,0% români, 17,7% ruși, 3,2% poloni ș.a. În mediul urban domina ca limbă maternă limba idiș (45,5%), urmată de română (28,1%), rusă (21,7%), polonă (2,0%), ucraineană (1,1%) ș.a. Din punct de vedere confesional orășenimea era alcătuită din 47,1% ortodocși, 46,6% mozaici, 4,1% romano-catolici ș.a.

## Materiale documentare

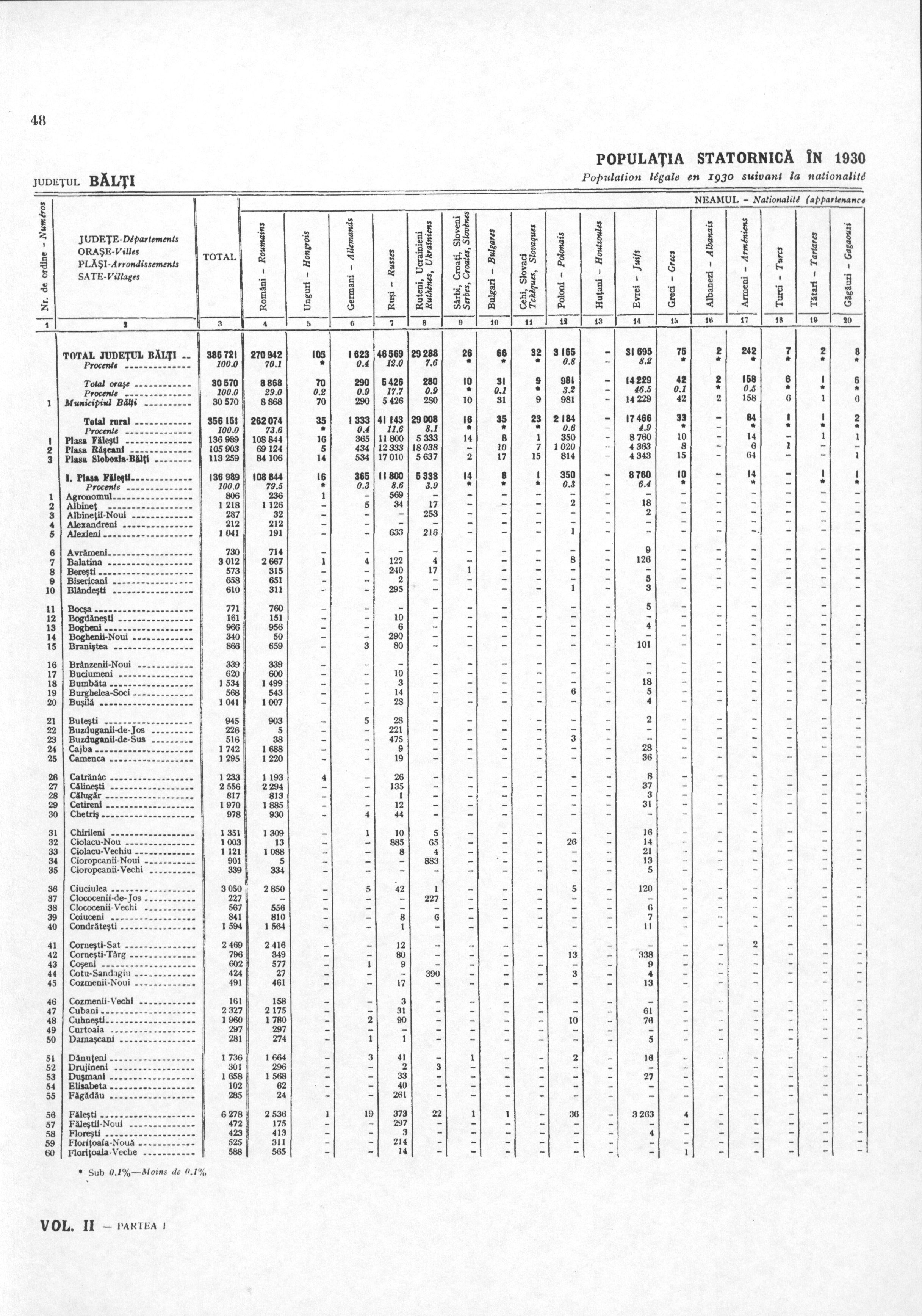
Populația județului în anul 1930, după etnie și limbă maternă
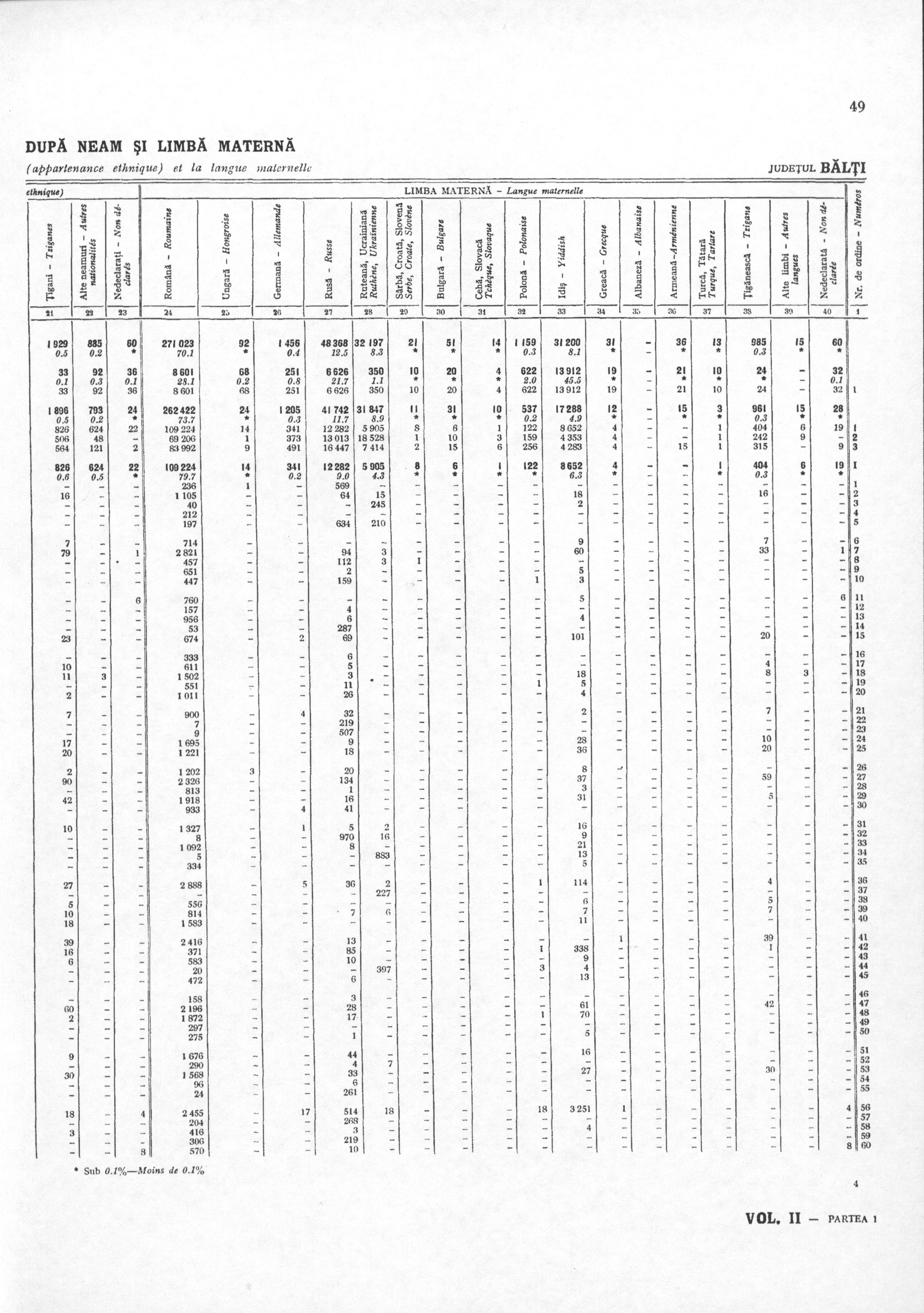
Populația județului în anul 1930, după etnie și limbă maternă